# Калсуэни (муниципалитет)
Калсуэни (порт. Calçoene) — муниципалитет в Бразилии, входит в штат Амапа. Составная часть мезорегиона Север штата Амапа. Входит в экономико-статистический микрорегион Ояпоки. Население составляет 9000 человек на 2010 год. Занимает площадь 14 231,783 км². Плотность населения — 0,63 чел./км².

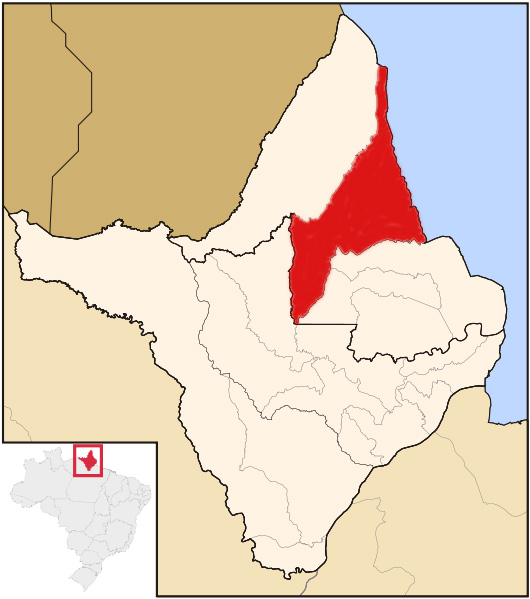
Калсуэни на карте штата.

## История
Город основан в 1956 году.
На территории Калсуэни находится археологический парк Сулстисиу, где находится мегалитическая доисторическая обсерватория («амазонский Стоунхендж»).

## Границы
Муниципалитет граничит:
- на севере — муниципалитет Ояпоки
- на востоке — Атлантический океан
- на юге — муниципалитеты Амапа, Пракууба
- на западе — муниципалитет Серра-ду-Навиу

## Демография
Согласно сведениям, собранным в ходе переписи 2010 г. Национальным институтом географии и статистики (IBGE), население муниципалитета составляет:
| Полное население                               | Полное население                               | Полное население                               | Полное население                               | 9000  |
| ---------------------------------------------- | ---------------------------------------------- | ---------------------------------------------- | ---------------------------------------------- | ----- |
| в том числе:                                   | Городское население                            | 7307                                           | Процент городского населения, %                | 81,19 |
|                                                | Сельское население                             | 1693                                           | Процент сельского населения, %                 | 18,81 |
|                                                | Мужское население                              | 4821                                           | Процент мужского населения, %                  | 53,57 |
|                                                | Женское население                              | 4179                                           | Процент женского населения, %                  | 46,43 |
| Плотность населения, чел/км²                   | Плотность населения, чел/км²                   | Плотность населения, чел/км²                   | Плотность населения, чел/км²                   | 0,63  |
| Население муниципалитета в % к населению штата | Население муниципалитета в % к населению штата | Население муниципалитета в % к населению штата | Население муниципалитета в % к населению штата | 1,34  |

По данным оценки 2015 года, население муниципалитета составляет 10 163 жителя.

## Административное деление
Муниципалитет состоит из 3 дистриктов:
| № | Наименование дистрикта | Наименование дистрикта (порт.) | Территория, км² | Население, чел.(2010) | Население, чел.(2010) | Население, чел.(2010) | Плотность, чел./км² | Код дистрикта |
| № | Наименование дистрикта | Наименование дистрикта (порт.) | Территория, км² | всего                 | городское             | сельское              | Плотность, чел./км² | Код дистрикта |
| 1 | Калсоэни               | Calçoene                       | 5483            | 6194                  | 5637                  | 557                   | 1,13                | 160020405     |
| 2 | Кунани                 | Cunani                         | 3155            | 940                   | 44                    | 896                   | 0,30                | 160020410     |
| 3 | Лоуренсу               | Lourenço                       | 5593            | 1866                  | 1626                  | 240                   | 0,33                | 160020415     |

## Важнейшие населённые пункты
| № | Населённый пункт | Населённый пункт (порт.) | Категория | Население чел. (2010) (место среди н. п. штата) | На карте                       |
| - | ---------------- | ------------------------ | --------- | ----------------------------------------------- | ------------------------------ |
| 1 | Калсоэни         | Calçoene                 | город     | 5637 (12)                                       | 2°29′44″ с. ш. 50°57′02″ з. д. |
| 2 | Карнот           | Carnot                   | посёлок   | 736 (26)                                        | 2°41′42″ с. ш. 51°21′35″ з. д. |
| 3 | Лоуренсу         | Lourenço                 | посёлок   | 628 (34)                                        | 2°18′31″ с. ш. 51°37′57″ з. д. |
| 4 | Латайя           | Lataia                   | посёлок   | 136 (70)                                        | 2°17′22″ с. ш. 51°38′49″ з. д. |
| 5 | Кунани           | Cunani                   | посёлок   | 44 (83)                                         | 2°51′20″ с. ш. 51°07′37″ з. д. |

## Статистика
- Валовой внутренний продукт на 2008 год составляет 87 053 131 реал (данные: Бразильский институт географии и статистики).
- Валовой внутренний продукт на душу населения на 2008 год составляет 9608,51 реалов (данные: Бразильский институт географии и статистики).
- Индекс развития человеческого потенциала на 2000 год составляет 0,688 (данные: Программа развития ООН).

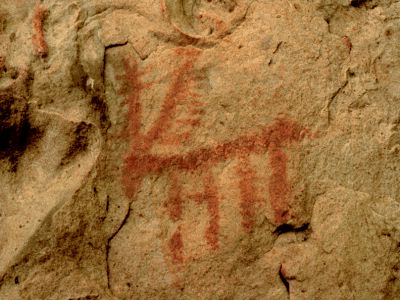